# Batalla de San Juanito
La batalla de San Juanito fue un enfrentamiento militar librado el 29 de septiembre de 1819, durante la independencia de Colombia, en las cercanías de Buga, entre las fuerzas patriotas del general de división Joaquín Ricaurte Torrijos y los realistas del teniente coronel Miguel Rodríguez, acabando con la victoria de las primeras.

## Antecedentes
El 7 de agosto de 1819, los ejércitos patriotas vencieron en Boyacá, lo que les permitió entrar en Santafé de Bogotá. El coronel realista Sebastián de la Calzada, en cuanto se enteró de la noticia, huyó de la ciudad al sur con 450 soldados del batallón Voluntarios de Aragón y algunas otras tropas, unos 900 a 1000 hombres, los restos de la 3.ª división del Ejército Pacificador, carentes de armas, pertrechos o vestuario, de hecho, por ello muchos habían desertado durante la marcha. La Calzada llegó a Popayán el 3 de septiembre, donde se parapeto gracias a los recursos que le envió el Capitán General de Quito, el mariscal de campo Melchor Aymerich, y el apoyo del obispo de Popayán, Salvador Jiménez de Enciso Cobos y Padilla.
No fue el único, el gobernador de la provincia de Pamplona, José Bauzá, abandonó la capital para huir a Cúcuta. El gobernador de la provincia de Antioquia, coronel Carlos Tolrá, huyó de su circunscripción hacia Zaragoza, acompañado de todos los peninsulares, criollos realistas y 30 soldados. En la provincia de Chocó, el gobernador Juan Aguirre intentó huir hacia Cartagena, pero fue capturado en el delta del río Atrato y ejecutado. Las tres provincias fueron rápidamente ocupadas por los revolucionarios. El gobernador de la provincia de Popayán, coronel Pedro Domínguez, estaba en Buga y decidió huir a Popayán, alarmado por las guerrillas que empezaban a formarse en los alrededores. Le acompañaban 80 españoles y criollos realistas, pero el 2 de septiembre, en el río Guanabano, fueron atacados por 400 independentistas al mando del teniente coronel José María Álvarez, resultando todos muertos.

## Fuerzas enfrentadas
Según una carta, Ricaurte creía que La Calzada había logrado refugiarse en el sur con más de 500 soldados, a los que se sumaban 400 que había traído Rodríguez poco antes, todos ellos realistas venezolanos o prisioneros capturados durante campañas previas. Según Fabio Lozano Lozano, La Calzada seleccionó 500 para acompañar en su campaña a Rodríguez, los que según José Manuel Restrepo eran parte de la guarnición que ya estaba en la ciudad cuando llegó. Mientras que La Calzada había traído en su retirada otros 900 a 1000 hombres. Según Ricaurte, en su informe de la batalla, los realistas eran más de 350. Según los rumores de la época, recogidos por Restrepo, Calzada aún disponía de 2000 a 2400 hombres varios meses después de la batalla, a inicios del año siguiente, mientras que el venezolano Feliciano Montenegro Colón habla de 3000.
Las fuerzas patriotas sumaban más de 2000 hombres, de los que 1400 eran jinetes, 400 lanceros de a pie y 200 fusileros. El propio Ricaurte menciona que su ejército se organizaba en dos alas de mil hombres cada una y se componía de las milicias campesinas de Caloto, Santiago de Cali, Palmira y Candelaria al mando de los coroneles Juan María Álvarez y Juan Runel. Un herrero de Cali apellidado Guasca, quien había estado oculto en los montes selváticos, había fabricado lanzas, algunos fusiles y un pedrero que se usaron en la batalla. Restrepo menciona que los rumores de la época afirmaban que, en febrero del año siguiente, los patriotas había reunido 3500 hombres y que había pasado a cuchillo a todos los españoles y criollos realistas del Valle; por su parte, Montenegro Colón reducía esa cifra a apenas 1000.

## Combate

### Campaña
La Calzada envió al teniente coronel de los Húsares del Príncipe, Miguel Rodríguez con 500 soldados a destruir las partidas patriotas en el Valle del Cauca con órdenes de fusilar a los prisioneros y destruir sus propiedades, motivo por el cual marchaban con la bandera de guerra a muerte enarbolada. Sin embargo, los caucanos respondieron movilizando numerosas milicias al mando del general Ricaurte, quien estaba enfermo. Estos hombres eran valientes, pero indisciplinados.
Rodríguez penetró en el valle, pero sus comunicaciones con La Calzada fueron cortadas y lentamente fue acorralado hasta la hacienda San Juanito, cerca de Buga. Ocupó la casa principal, que era grande y de tejas, e instaló sus avanzadillas en el trapiche. También se parapetó en un galpón donde fabricaban ladrillos, haciendo un vivo fuego de fusilería, mientras que en las barracas de los esclavos estaba aguardando su caballería. Como indicaba Ricaurte, los infantes realistas cuidaban los alrededores de la casa y en su patio estaban los jinetes. El 28 de septiembre, en el llano donde estaba la hacienda, el general Ricaurte formó a su ejército en dos alas de igual tamaño y le cortó al enemigo toda posibilidad de retirarse.

### Combate
A las 12:00 horas del 29 de septiembre, la infantería patriota se aproximó a la hacienda. Los republicanos formaron en semicírculo con su comandante en el centro. En cuanto se acercaron, los defensores monárquicos abrieron fuego de fusiles sobre ellos. Luego, concentraron sus ataques en la derecha republicana.
Ricaurte ubicó 50 fusileros caleños a las órdenes de José Ignacio Rengifo Palacios y Juan Antonio Solano al lado del trapiche. Un escuadrón de 70 jinetes, los Húsares de Fernando VII, los embistió y la infantería patriota los esperó hasta que los tuvieron a boca de cañón, entonces descargaron. Los jinetes lograron hacerlos retroceder un poco y atacaron su derecha, atacando también a la infantería de Runel, que retrocedió hasta unos chopos. Sin embargo, Rengifo y Solano lograron hacer volver a su gente y cargaron contra los jinetes que atacaban su retaguardia. Luego fueron ayudados por Runel, lograron acabar con 72 húsares con el fuego de fusiles, volviendo muy pocos a la hacienda. Dándose cuenta de que las trincheras y los profundos fangales frente a la casa impedían usar a su caballería, Ricaurte le ordenó formar a una cuadra de la hacienda mientras su infantería mantenía el fuego de fusilería contra sus enemigos.
Según Mercado Hurtado, el patriota Joaquín Bermúdez o Guasca incendió el techo de paja del galpón. En cambio, Lozano indica que los republicanos estaban desmoralizados por las bajas sufridas en sus ataques hasta que un joven atravesó el fuego cruzado e incendió el galpón y las barracas, forzando a los realistas a refugiarse en la casa principal, al ver tales acontecimientos, los realistas intentaron cargar contra sus enemigos, lo que fue respondido con una nueva embestida de los revolucionarios, quienes lograron hacerlos retirarse a la casa principal. Ricaurte menciona que ordenó a Runel con algunos fusileros y un esmeril cargar, quienes acabaron con 50 realistas que les acometieron desde la parte de atrás de la casa. Entonces Rodríguez decidió negociar y aceptar una oferta para capitular a las 18:00 horas.

## Consecuencias

### Bajas
Fueron capturados Rodríguez, su segundo, el teniente Silvestre Delgado, otros 11 oficiales y 200 soldados con todas sus armas, monturas y equipos. También quedaron en manos de los vencedores 10 000 pesos, 1000 reses y 1000 caballos. Ricaurte fue incapaz de contener a sus hombres, que se repartieron el botín a puños. Según su carta, Ricaurte planeaba integrar a los soldados prisioneros en el ejército patriota poniéndolos al mando de oficiales que lo habían acompañado a la clandestinidad en los años anteriores. Rodríguez y Delgado fueron fusilados en Cartago por orden del oficial Custodio Gutiérrez, quien no respetó la capitulación. Todos los soldados realistas murieron, fueron capturados o se dispersaron.
Ricaurte, enfermo, no sobrevivió por mucho a su victoria, falleciendo el 26 de julio de 1820. En su informe de la batalla, había escrito: «El pueblo que quiere ser libre no hay poder que lo sujete a servidumbre».

### Postrimerías
Al saber de la derrota, La Calzada ordenó abandonar Popayán el 5 de octubre de 1819 con rumbo a San Juan de Pasto, sin esperar a los 400 pastusos que venían en su ayuda. Le acompañaron los funcionarios y vecinos realistas y el obispo. El 20 de octubre, 300 soldados al mando del coronel patriota Joaquín París Ricaurte ocuparon la urbe.
Durante 1820 Bolívar mandó una leva masiva de esclavos en la Nueva Granada: «Pedirá Ud. a las provincias de Antioquia, Chocó y Popayán, 3000 esclavos a las dos primeras y 2000 a la última, que sean solteros todos, si es posible». Se cree que 2000 esclavos fueron reclutados en Chocó y Popayán sin compensar a sus amos. Sin embargo, el historiador Germán Colmenares cuestiona la esos datos, pues de haberse cumplido la orden original de Bolívar de haber reclutado los 2000 esclavos en Popayán «se habría llegado al umbral de la extinción de la esclavitud» en el Valle de Cauca porque aquel número equivalía al 36% de los hombres entre 16 y 35 años y el 45% de la población servil. La provincia de Popayán también aportaría con 5000 caballos, 3000 mulas y 43 000 reses que fueron requisados para los ejércitos patriotas entre 1821 y 1823.
Durante este período, la ciudad de Cali vio su población decrecer a causa de la guerra. Si el empadronamiento de 1809 los cuatro barrios que la formaban (La Merced, Santa Rosa, San Nicolás y Santa Librada) sumaban 7546 habitantes, cuando se realizó un conteo similar en 1830 apenas eran 6345. La urbe se recuperaría lentamente en las décadas siguientes, alcanzando los 11 848 habitantes en 1851.